# Saprosma brassii
Saprosma brassii är en måreväxtart som beskrevs av Elmer Drew Merrill och Lily May Perry. Saprosma brassii ingår i släktet Saprosma och familjen måreväxter. Inga underarter finns listade i Catalogue of Life.